# Weirton, West Virginia
Weirton, West Virginia là một thành phố thuộc tiểu bang West Virginia, Hoa Kỳ. Phần lớn thành phố thuộc quận Hancock, một phần còn lại thuộc quận Brooke. Thành phố có diện tích km2, dân số theo điều tra năm 2000 là 20.411 người (16.525 thuộc quận Hancock, 3886 thuộc quận Brooke). Thành phố này thuộc vùng đô thị Steubenville.